# بیشکورایوو
بیشکورایوو (انگلیسی: Bishkurayevo) یک شهرک در شهرستان ایلیشفسکی استان باشقیرستان کشور روسیه است.